# L'Angle
L'Angle est un immeuble construit en 2008 par Jean-Paul Viguier & Associés, situé sur le site des anciennes usines Renault.
Le bâtiment abrite le siège du journal L'Équipe et de l'hebdomadaire France Football de 2009 à 2017 et de la rédaction des sites internet L'Equipe.fr et FranceFootball.fr de 2011 à 2017.
Le projet de l'immeuble s'inscrit dans le cadre de l'aménagement de la ZAC Seguin Rives de Seine. Le lot est la pointe aigüe d'un triangle, au coin de la rue Yves-Kermen et de la rue du Vieux-Pont-de-Sèvres.
Il s'agit d'un immeuble facilement identifiable, qui occupe une position stratégique entre les deux axes majeurs de circulation, en entrée de quartier. Le programme exigeant une rentabilisation maximale de la surface, le bâtiment épouse strictement la forme du lot, permettant de libérer l'espace d'un atrium, l'architecte a voulu qu'il prenne l'aspect dynamique d'un navire qui avance sa proue vers le carrefour.
Par sa gestion raisonnée de l’énergie, de l’eau et par la qualité de l’air, le projet s’inscrit dans une démarche globale de développement durable HQE.